# Діти та вода у ванні (Доктор Хаус)
«Діти та вода у ванні» (англ. Babies & Bathwater) — вісімнадцята серія першого сезону американського телесеріалу «Доктор Хаус». Прем'єра епізоду проходила на каналі FOX 19 квітня 2005.
У жінки рак легенів, але лікування неможливе, поки жінка вагітна. Хаус готовий на шантаж та обман, щоб врятувати пацієнтку. А Воглер має намір домогтися звільнення Хауса.

## Сюжет
Вагітна жінка Наомі везе свого п'яного чоловіка додому, коли ненадовго втрачає свідомість, і вони ледь уникають ДТП. Поліцейський зупиняє їх і, помилково підозрюючи, що вона також у стані алкогольного сп'яніння, каже Наомі вийти з машини, щоб пройти перевірку на тверезість. Коли вона це робить, вона падає на вулиці.
Форман проводить кілька тестів і виявляє, що у Наомі не працюють нирки та печінка. Наомі розповідає, що у неї кілька разів був викидень і вона боїться за життя своєї ненародженої дитини.
У наступній сцені Хаус діагностує у Воглера рак 4 стадії, коли він чує голос Формана — йому сниться сон — і прокидається. Хаус ховається від Воглера. Форман розповідає про випадок Наомі та пояснює, що вона втратила координацію, але має нормальний артеріальний тиск, на що Хаус відповідає, що у неї може бути аутоімунне захворювання. Потім він повідомляє, що Кемерон звільнилася. Форман і Чейз вважають, що в цьому винен Хаус, і вони різко розходяться в думках щодо того, що їм робити.
Чейз і Форман відвідують Наомі, яка раптом починає задихатися через шматочок м'якої груші. Після того, як вони стабілізували її, вона злякано каже їм, що не може ковтати.
Форман і Чейз перевіряють Наомі на васкуліт, під час цього у неї починаються передчасні пологи.
Нарешті Воглер застає Хауса в діагностичному кабінеті. Хаус оголошує, що він звільнив Кемерон, сподіваючись, що це компенсує незручні зауваження, які він зробив під час промови, яку Воглер змусив його виголосити в попередньому епізоді. Воглер грізно вимагає від Хауса відставки, а також публічних вибачень і погрожує «знищити» його, якщо він відмовиться.
Коли команда обговорює справу Наомі, Хаус висловлює жаль, що відпустив Кемерон (бо, за його словами, вона знала, де зберігається цукор для кави). Він також дивується, чому Наомі вдавилася м'якою їжею. У цей момент приходить Вілсон і повідомляє Хаусу, що незабаром відбудеться засідання правління, на якому буде скасовано повноваження Хауса. Він нагадує Хаусу, що навіть якщо його не можна звільнити без одностайної згоди правління, його контракт дає Воглеру багато можливостей, щоб зробити його життя нещасним.
За порадою Хауса, Форман і Чейз перевіряють повіки Наомі. Вони виявляють, що одна з них обвисла, а також, що її стравохід роздувся. Попри її заперечення (через її вагітність), вони призначають рентген, який виявляє утворення, що тисне на її стравохід. У неї агресивний дрібноклітинний рак легені, і він неоперабельний. Її інші симптоми є результатом паранеопластичного синдрому.
Команда хоче використовувати променеву та хіміотерапію для лікування раку. Однак хіміотерапія загрожує дитині Наомі, тому перед початком лікування їй необхідно зробити кесарів розтин. У дитини на 28 тижні вагітності ймовірність вижити становить 80 %, але цього недостатньо для Наомі. Вона просить почекати ще тиждень, щоб підвищити шанси дитини до 90 %, але команда категорично заперечує, зауважуючи, що її форма раку настільки агресивна, що навіть тижнева затримка погіршить її прогноз. Її чоловік, хоч і засмучений перспективою втрати ненародженої дитини, ще більше відчайдушно бажає, щоб дружина вижила. Однак вона відмовляється від лікування.
На засіданні правління Воглер починає перераховувати «нерозсудливість» у звіті Хауса. Доктор Сімпсон каже йому, що кожен робить помилки, але Воглер нагадує йому, що це лише ті, які Хаус зробив за останні три місяці. Вілсон захищає Хауса, а Воглер погрожує піти зі своєю пожертвою в 100 мільйонів доларів, якщо Хауса не звільнять. Він закликає до голосування. Кадді голосує за звільнення, мабуть, через фінансові міркування. Усі, крім Вілсона, голосують за скасування повноважень Хауса, але оскільки голосування має бути одноголосним, пропозиція провалюється. Глянувши на Вілсона, Воглер закликає провести ще одне голосування — цього разу за видалення Вілсона з правління. Він висилає Вілсона з кімнати.
Хаус не задоволений рішенням Наомі відкласти лікування, і він шукає спосіб збільшити шанси на виживання, думаючи, що це змінить її думку. Потрібна консультація з онкологом, він шукає Вілсона — лише для того, щоб дізнатися, що Вілсон був звільнений з правління за захист Хауса, і Хауса, швидше за все, буде звільнено наступного дня, коли рада зможе переглянути пропозицію. Вілсон каже, що Воглер дав йому можливість звільнитися з лікарні, і він нею скористався. Він злий, що Хаус не настільки цінував їхню дружбу, щоб виголосити промову, яку хотів Воглер. Однак він погоджується спробувати знайти деякі ліки з клінічних випробувань Воглера, щоб допомогти Наомі.
Хаус знаходить Кадді з хворою на геморой і сперечається з нею щодо дозволу Воглеру звільнити Вілсона. Кадді відповідає, що Хаус хороший лікар, але він не вартий 100 мільйонів доларів.
Хаус йде до лікаря, відповідального за клінічне випробування, і каже йому, що Наомі може почати через два дні. Він призначає Наомі кесарів розтин, чим обурює Чейза та Формана, тому що він не лише ризикує життям пацієнтки, але й порушує протокол клінічного випробування, який вимагає 30-денного періоду очікування після серйозної операції. Наомі все одно відмовляється від кесаревого розтину і починає сваритися з чоловіком, який погоджується з Хаусом. Хаус висилає чоловіка з кімнати і запитує Наомі про її нетримання сечі. Він робить висновок, що вона вже мала дитину, а її чоловік не знає. Вона зізнається, що завагітніла у 18 років, а її дитина хворіла на дитячу хворобу Олександера і померла, не досягнувши 2 років. Від першого чоловіка вона пішла і почала нове життя. Хаус каже, що це зворушлива історія, але називає її егоїсткою. Наомі захищається, кажучи, що хоче померти, щоб врятувати свою дитину, але Хаус каже, що вона цього хоче; вона не думає про свого чоловіка, який явно хоче, щоб вона погодилася на лікування. Наомі стверджує, що він не розуміє, але Хаус втрачає терпіння і запитує її, хто розуміє. Він каже, що трапляються трагедії, і каже їй подолати це та врятувати власне життя. Він холодно додає, що якщо вона хоче захистити свою дитину від усього «лайна» світу, вона може померти щасливою, але це не робить її героєм. Вона погоджується на кесарів розтин.
Хірургічна бригада робить наркоз Наомі, але її переривають: Воглер скасував операцію. Розлючений Хаус стикається з Воглером, який каже, що Хаус порушив протокол і, отже, Наомі було виключено з клінічного випробування. Кадді наглядає неподалік, мовчки вражена люттю Хауса. Воглер каже Хаусу, що того ж дня його звільнять.
Команда повідомляє Наомі, що вона все ще може почати клінічне випробування через 30 днів, але поки вони обговорюють її варіанти, у неї розвивається респіраторний дистрес через емболію легеневої артерії. Коли її швидко доставляють в операційну, вони кажуть її чоловікові, що їй необхідно прооперувати емболію. Тільки кесарів розтин може захистити дитину від пошкодження мозку, але кесарів розтин вб'є Наомі в її ослабленому стані. Турбота чоловіка про дружину знову витісняє турботу про її вагітність, і він забороняє кесарів розтин.
Лікарям вдається видалити емболію, але артеріальний тиск Наомі раптово падає, і Хаус розуміє, що у неї незворотна кровотеча в черевну порожнину. Він каже команді тримати Наомі якомога стабільніше, поки він розмовляє з її чоловіком. Він каже чоловікові, що вона отримала травму, і вони нічого не можуть зробити, щоб врятувати її, але він повинен дозволити кесарів розтин, інакше дитина теж помре. Чоловік не хоче, але Хаус нагадує йому, що рішення легко: Наомі так чи інакше помре, але він все ще може врятувати дитину. Чоловік нарешті погоджується. Попри те, що Наомі помирає, команді вдається народити дитину та змусити її дихати, попри передчасні пологи.
Правління знову збирається щодо пропозиції про звільнення Хауса. Цього разу Кадді, яку Хаус щойно повідомив про долю дитини Наомі та пацієнта клініки, виступає проти. Вони з Воглером сперечаються про те, хто більше неконтрольований: Хаус чи Воглер. Воглер закликає проголосувати за вилучення Кадді з правління. Перш ніж вийти з кімнати, Кадді каже, що якщо вони проголосують за збереження Воглера та його грошей, він буде володіти ними, і їхнє рішення виключити її з правління буде останнім «вільним» рішенням, яке вони коли-небудь приймуть.
Правління голосує за збереження Кадді. Вілсона поновлено на посаді, а Воглера звільнено. Команда святкує, хоча Кадді не в захваті від втрачених 100 мільйонів доларів. Вона нагадує Хаусу про користь, яку могли б зробити гроші, і зауважує, що нічого з цього не сталося б, якби він просто намагався догодити Воглеру.

## Остаточний діагноз в серії
Остаточний діагноз — Міастенічний синдром Ламберта-Ітона через дрібноклітинну карциному легень (пацієнтка вмирає, дитина врятована)